# Kaoskult
Kaoskult (în românește Cultul haosului) este cel de-al șaselea album de studio al formației Helheim. Este ultimul album cu Thorbjørn.
Acest album conține unele elemente progressive metal, acest fapt determinând criticii muzicali să compare stilul muzical al formației cu cel adoptat de Enslaved.

## Lista pieselor
1. "Det norrøne alter" (Altarul nordic) - 05:19
2. "Northern Forces" - 04:17
3. "Om smerte og liv" (Despre durere și viață) - 07:32
4. "Om tilblivelsen fra gapende tomhet" (Despre geneza din aparentul vid) - 03:31
5. "Helheim 6" - 02:50
6. "Åndevind" (Vânt magic) - 06:07
7. "Symboler bakover og fremover" (Simboluri inversate și îndepărtate) - 03:07
8. "Altered Through Ages, Constant In Time" - 03:25
9. "Svart seid" (Magie neagră) - 04:45

### Piesa bonus inclusă pe ediția americană
1. "Krefter av orden, destruksjon og kaos" (Forțele ordinii, distrugerii și haosului) - 04:19

## Personal
- V'gandr - vocal, chitară bas
- H'grimnir - vocal, chitară ritmică
- Hrymr - baterie
- Thorbjørn - chitară
- Lindheim - sintetizator (sesiune)